# Gram (mitologia)

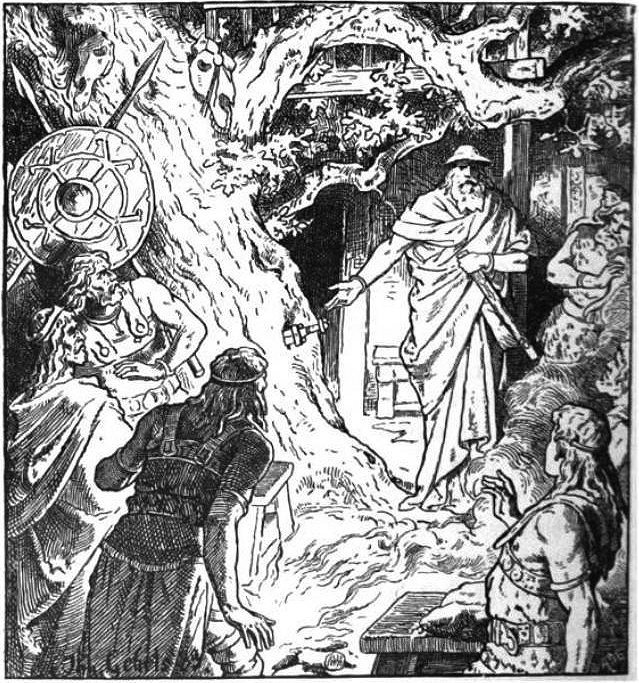
L'espasa de Sigmund
Johannes Gehrts (1889)

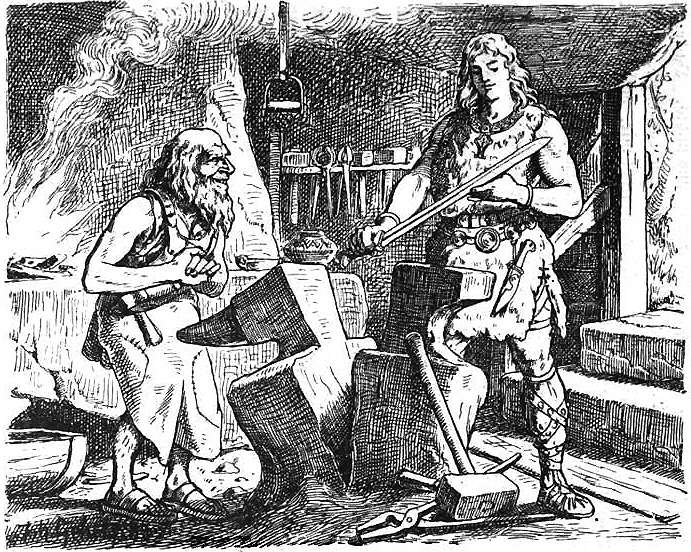
Sigurd prova l'espasa Gram Johannes Gehrts (1901)

En la mitologia escandinava, Gram (en Nòrdic antic ira) era el nom de l'espasa que Sigurd (Siegfried) va usar per matar el drac Fafner. Va ser forjada per Völundr, el ferrer màgic, i originalment va pertànyer al seu pare, Sigmund, qui la va rebre al saló dels Volsunga després de treure-la del tronc de l'arbre Barnstokkr on Odín l'havia enterrat i d'on ningú més la va poder treure. L'espasa va ser destruïda però Regin la va reforjar per a Sigurd. Després de ser reforjada va partir una enclusa per la meitat.
En el Cant dels Nibelungs (Nibelungenlied), l'espasa de Siegfried és anomenada «Balmung», de vegades anomenada «Palmunc». En el cicle d'òperes L'anell dels Nibelungs, de Richard Wagner, l'espasa s'anomena «Notung» o «Nothung«, és a dir 'la necessària'. En l'òpera Mime, el nan, ensenya i repara per a Sigurd l'espasa trencada que li havia donat la seva mare. Sigurd la trencarà, com havia fet amb la resta d'espases que Mime li havia forjat, fins que ell mateix la forjarà de nou.

## Descripció
Enlloc de la Saga völsunga es dona una descripció clara de Gram, però n'hi ha prou de disperses per tota la història per treure un dibuix de l'espasa. Les armes de Sigurd, Gram inclosa, es descriuen com a «totalment cobertes d'or i força brillants». En funció de com es llegeix el text, l'espasa hi pot o no tenir un drac estampat i/o depenent de la traducció és «marró de to». Amb els anys això ha portat a fer dibuixos de l'aspecte que es creu que podria haver tingut.

## Història
Gram apareix sobretot a la Saga völsunga, on l'usen els homes del llinatge Volsung a partir de Sigmund. Sigmund la rep durant la festa de noces de la seva germana, Signy. En mitat del banquet, apareix un home estrany que du una espasa. Encara que Sigmund no ho sap, es tracta del déu Odin. Este clava l'espasa en l'arbre Barnstokkr, que creix enmig de la sala, i diu: «L'home de tregui aquesta espasa del tronc la rebrà com un regal meu i descobrirà per si mateix que mai va tindre en les mans una espasa millor que aquesta». Poc després que marxés cada home va intentar treure l'espasa de la fusta. Tots fracassaren llevat de Sigmund, qui la treu fàcilment. L'espasa és de gran qualitat i el rei Siggeir la cobeja, per això li oferix a Sigmund tres vegades el seu pes en or. Quan este es nega, el rei Siggeir s'enutja i comença a conspirar en secret per robar-la a Sigmund, matant finalment al seu pare i capturant-lo a ell i a tots els seus germans. Després d'això l'espasa desapareix de la narració fins que Signy l'entrega a Sigmund en secret mentre el soterren viu amb Sinfjötli. Després de venjar la seva família, Sigmund usa l'espasa en diverses batalles abans que Odin finalment la trenqui durant la batalla final de Sigmund amb el rei Lyngvi.
Borghild, l'esposa de Sigmund, pren les dues meitats del full i les guarda per a Sigurd, el seu fill. Més avant, el nan ferrer Regi ensenya Sigurd l'art de la ferreria. Al cap d'un temps, li parla a Sigurd del poderós drac, Fafnir, i del tresor que guarda, i li demana a Sigurd que el mati per ell. Sigurd accepta amb una condició: que Regin li fabrique una espasa poderosa capaç de matar tal monstre.
Regi, segur de si mateix, fabrica una espasa admirable per a Sigurd, però quan aquest la veu, queda decebut i la trenca sobre l'enclusa. En el seu segon intent, Regi forja una espasa superior a l'anterior, però també la trenca. En el seu tercer intent, Sigurd porta a Regi les dues meitats de Gram, l'espasa del seu pare, i quan colpeja l'enclusa amb Gram, la partix en dos. Una vegada provada la força de l'espasa, marxa de l'obrador i se'n va a un rierol proper per comprovar el seu fil. Llavors llança un tros de llana aigua amunt i deixa que el corrent l'espitge contra Gram, que el talla. Després de provar l'esmolada de la seua fulla, la fa servir per a venjar al seu pare, Sigmund, matant al rei Lyngvi. De les moltes proeses efectuades per Gram, la més coneguda i important és la mort del drac Fafnir. Aquesta acció la du a terme Sigurd amb un sol cop a l'espatlla esquerra, on clava l'espasa tan profundament que s'esquitxa de sang fins a les espatlles. Finalment, Gram s'utilitza com a signe de castedat quan la posen enmig de Sigurd i Brunilda en la seua pira funerària. Prèviament, Brunilda havia tramat l'assassinat de Sigurd i s'havia suïcidat. Després d'això l'espasa ja no apareix en el manuscrit.